# Lasiochilus fusculus
Lasiochilus fusculus är en insektsart som först beskrevs av Reuter 1871.  Lasiochilus fusculus ingår i släktet Lasiochilus och familjen näbbskinnbaggar. Inga underarter finns listade i Catalogue of Life.